# Condado de Nicollet
O Condado de Nicollet é um dos 87 condados do estado americano do Minnesota. A sede do condado é St. Peter, e sua maior cidade é St. Peter.
O condado possui uma área de 1 209 km² (dos quais 38 km² estão cobertos por água), uma população de 29 771 habitantes, e uma densidade populacional de 25 hab/km² (segundo o censo nacional de 2000). O condado foi fundado em 1853.